# Wilhelm Hengstenberg (Oberpräsident)

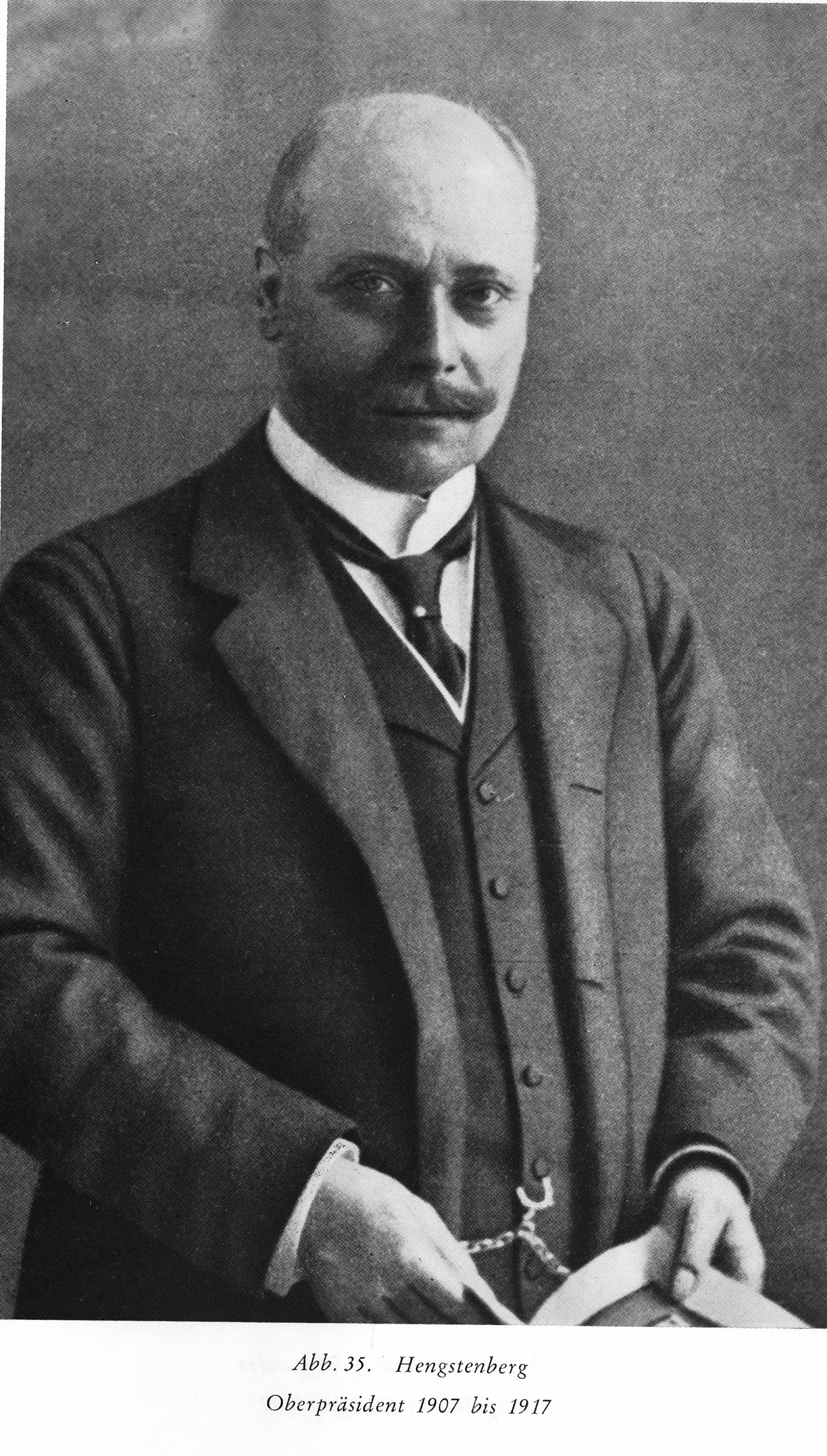
Wilhelm Hengstenberg

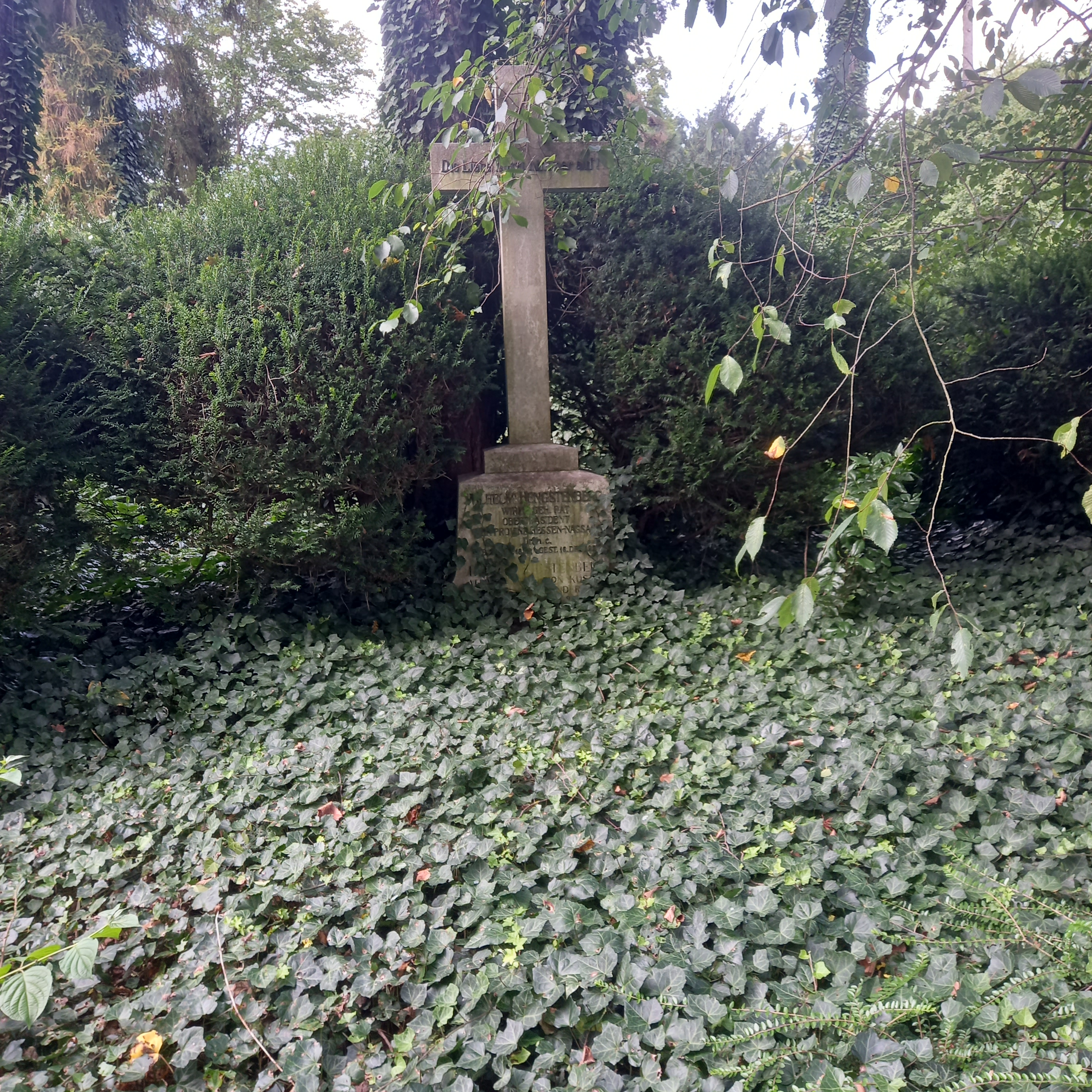
Das Grab von Wilhelm Hengstenberg und seiner Ehefrau Lydia geborene von Sander auf dem Südfriedhof (Wiesbaden)

Leopold Wilhelm Hengstenberg (* 24. November 1853 in Brandenburg an der Havel; † 16. Dezember 1927 in Wiesbaden) war ein deutscher Jurist und Verwaltungsbeamter.

## Leben
Als Sohn des Theologen Ernst Wilhelm Hengstenberg studierte Wilhelm Hengstenberg nach dem Abitur Rechtswissenschaft an der Ruprecht-Karls-Universität Heidelberg. 1875 wurde er Mitglied des Corps Saxo-Borussia. Nach dem Ersten Juristischen Staatsexamen wurde er 1878 Rechtsreferendar in Wiesbaden. 1881 trat er in die innere Verwaltung des Königreichs Preußen ein. 1884 ging er als Regierungsassessor nach Frankfurt (Oder).
Seit 1887 Landrat des Kreises Lauban, kam er 1899 als Oberpräsidialrat zur Provinzialregierung der Provinz Schlesien in Breslau. 1902 wurde er Regierungspräsident im Regierungsbezirk Wiesbaden. 1905 wurde er als Unterstaatssekretär ins Preußische Staatsministerium berufen. 1907 wurde er Oberpräsident in Hessen-Nassau. Am 1. September 1917 wurde er mit noch nicht 64 Jahren in den Ruhestand versetzt.